# Leon Welamson
Edvard Leon Welamson född 1 juli 1884 i Svedvi socken, Västmanlands län, död 15 december 1972 i Sankt Görans församling, Stockholm, var en svensk tecknare, målare, bokkonstnär och konstpedagog. 
Han var son till kontorschefen Erik Welamson och Josefine Johansson och från 1916 gift med konstnären Greta Welamson. Han utbildade sig vid Tekniska skolan och vid Högre konstindustriella skolan i Stockholm 1902–1907 samt för Jens Møller-Jensen vid Skolen for Dansk Kunsthaandværk i Köpenhamn samt genom självstudier under resor till bland annat  Tyskland, Frankrike, Italien, Österrike och Jugoslavien. Han var lärare vid Tekniska skolan 1907–1949, överlärare i konstindustriell fackteckning vid Högre konstindustriella skolan 1931–1943, tillförordnad huvudlärare vid Tekniska skolan 1943–1945, huvudlärare i reklam och bokhantverk 1945–1947 och facklärare vid Konstindustriella aftonskolan 1947–1949. Samtidigt drev han en privat illustrationsskola 1933–1945 och Welamsons konstgalleri 1948–1954. Som illustratör och tecknare medverkade han 1907–1930 i Dagens Nyheter, Strix, Söndags-Nisse, Kasper och Nya Nisse. Han utgav 1911 bildalbumet Femininum och under 1910-talet var han en flitigt anlitad affischkonstnär. Som bokkonstnär utförde han illustrationer och typografiska dekorer för bokomslag. Som konstnär utförde han porträtt, figurer, nonfigurativt mönstrade färgstudier och naturalistiska landskapsskildringar från Stockholm, Lappland, Bohuslän och Österrike utförda i olja, akvarell, gouache, träsnitteller teckning. Han tilldelades Kommerskollegiums stipendium 1907, det Adelsköldska stipendiet 1935 och ett statligt lärarstipendium 1936. Separat ställde han ut på Blanchs konstsalong 1909 och upprepade gånger i sin egen ateljé 1950–1965. Han var representerad i Baltiska utställningen 1914, Sveriges allmänna konstförenings höstsalong 1932 och i flera samlingsutställningar med affischkonst. Welamson är representerad vid Stadsmuseet i Stockholm och med kakelmålningar på Stockholms stadshus. 
Han är gravsatt på Skogskyrkogården i Stockholm.